# Alberto Pellai
Alberto Pellai (Somma Lombardo, 16 dicembre 1964) è un medico, psicoterapeuta, ricercatore e scrittore italiano.

## Biografia
Nel 1989 si laurea in Medicina presso l'Università degli Studi di Milano e presso la stessa università nel 1993 si specializza in Igiene e Medicina Preventiva con indirizzo di Sanità Pubblica. Nello stesso anno frequenta un corso annuale di perfezionamento in Educazione Sanitaria e nel 1995 ottiene il master in educazione sanitaria presso l'Università degli Studi di Perugia. Nel 1996 vince il concorso per ricercatore in Sanità Pubblica presso l'Istituto d'Igiene e Medicina Preventiva dell'Università degli Studi di Milano. Nel 1997 consegue il dottorato di ricerca in Sanità Pubblica.
Nel 1999 l’ASL Città di Milano gli affida il ruolo di responsabile tecnico-scientifico del progetto di prevenzione primaria dell'abuso sessuale realizzato nelle scuole elementari di tutta la Città di Milano. Si tratta di uno dei progetti di prevenzione primaria della pedofilia più importanti e sistematici mai realizzati in Italia. La metodologia preventiva utilizzata è stata descritta in numerosi lavori scientifici e nei manuali.
Nel 2001 Radio24 gli affida la conduzione di una trasmissione settimanale di prevenzione dedicata alla salute infantile realizzata con il giornalista Giancarlo Santalmassi.

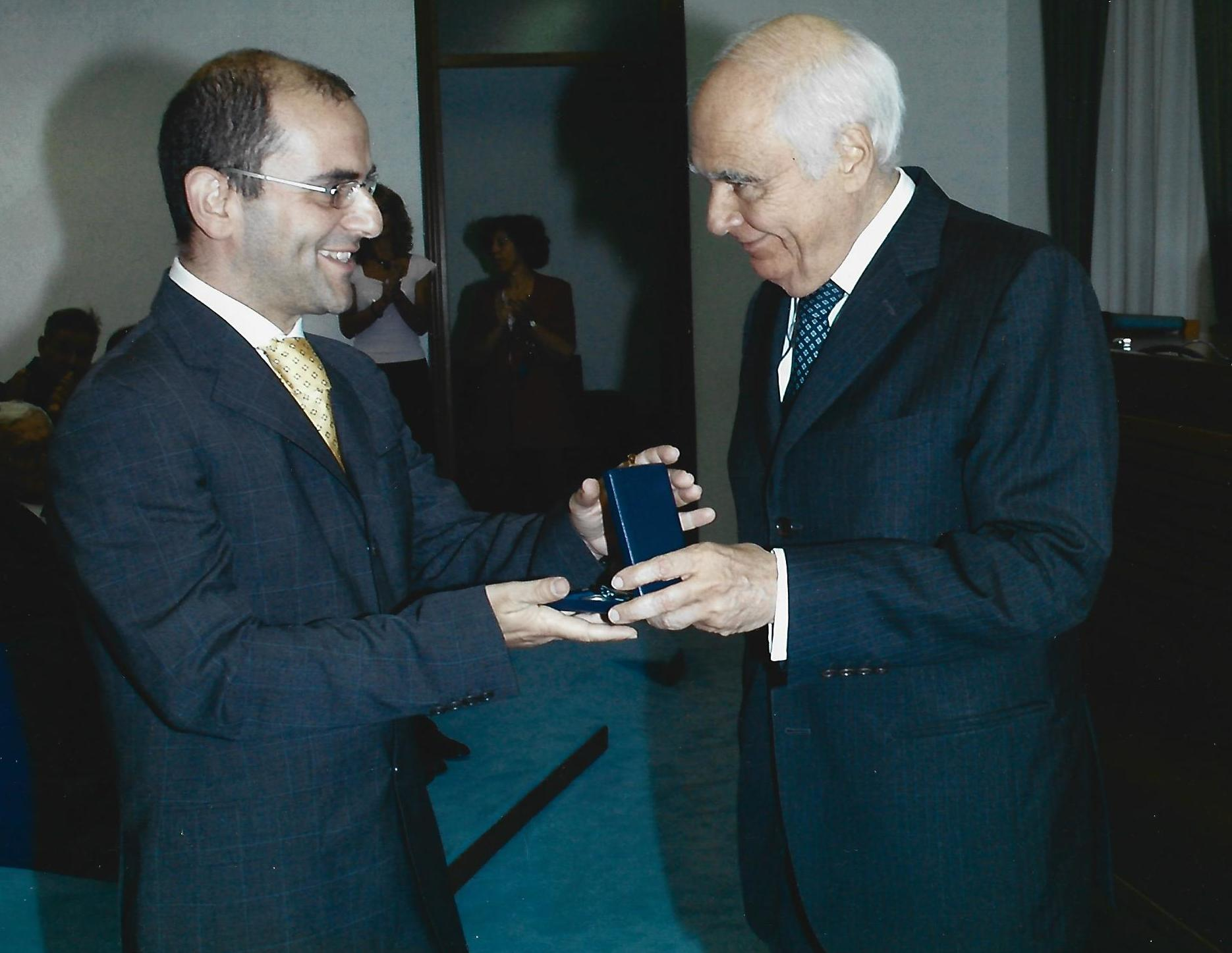
Pellai con il ministro della salute Girolamo Sirchia alla cerimonia di conferimento Medaglia d'argento al merito in Sanità Pubblica nel 2004.

Nel 2004 il ministro della Salute Girolamo Sirchia gli conferisce la Medaglia d’argento al merito in Sanità Pubblica per la brillante e profusiva attività a sostegno della sanità pubblica e del campo educativo indirizzata alle aree dell'Igiene e della Medicina Preventiva. Ha ricostruito in modo chiaro ed efficace attraverso i suoi libri il difficile cammino degli scienziati che si sono dedicati alla ricerca.
Dal 2006, per cinque anni il sabato mattina, conduce con Nicoletta Carbone il programma per genitori Questa casa non è un albergo su Radio 24.
Nel 2006 il Centro Studi Erickson di Trento gli affida la direzione della collana Parlami del cuore di libri di favole di Narrativa Psicologicamente Orientata (NPO) per bambini. Nel 2007 scrive con Roberto De Luca e Giovanni Paolo Fontana la canzone Il bullo citrullo che viene selezionata per concorrere al 50º Zecchino d’Oro, dove si classifica seconda ricevendo lo Zecchino d’Argento. È co-autore di altre numerose canzoni in concorso a diverse edizioni dello Zecchino d'Oro come Io più te fa noi, Le impronte del cuore, Toro loco, Il bombo, Ri-cer-ca-to.
Nel 2009 si specializza in Psicoterapia Cognitivo Comportamentale dell'Età Evolutiva presso il Centro Clinico di Novara, Diretto dal Professor Gianni Liotti e viene iscritto all’albo degli Psicoterapeuti presso l’Ordine dei Medici di Varese.
Dal 2010 tiene una rubrica sulla rivista Famiglia cristiana dove risponde alle domande di genitori, nonni ed educatori.
Nel 2020 collabora come autore alla realizzazione di venticinque puntate del programma in onda su DeaKids Le cose che (...) nessuno ha il coraggio di dirti prima dei 10 anni, format dove i giovani talent Sofia Dalle Rive e Matteo Valentini rispondono alle domande difficili dei bambini.
Nel 2020 è convocato nella Commissione per la famiglia costituita dal Ministro per le Pari Opportunità e la famiglia Elena Bonetti.
Nel 2015, a seguito di un articolo di Chiara Giaccardi su Avvenire intitolato Non solo ideologia: riappropriamoci del genere, insieme a Rita Tori e Christian Albini, è stato uno dei primi autori, tra quelli che si sono dichiarati pubblicamente cattolici, a pronunciarsi a favore degli studi di genere e dell'introduzione dell'ideologia del Gender nel mondo cattolico.

### Vita privata
È sposato con Barbara Tamborini dal 1998, con la quale condivide anche molti progetti editoriali. Hanno quattro figli, due maschi e due femmine.

## Riconoscimenti
- Nel 1997 ha vinto la prima edizione del Premio Alessandro Seppilli per il miglior lavoro d’educazione sanitaria pubblicato sulla rivista Educazione Sanitaria e Promozione della Salute.
- Nel 2002 il progetto Le parole non dette ha vinto il premio Cento Progetti, bandito dal Dipartimento della Pubblica Amministrazione del Ministero degli Interni.
- Nel 2008 la trasmissione Questa casa non è un albergo ha vinto il primo premio del Concorso Nazionale per la Cultura della Sicurezza indetto dall’ANCE, all’interno della categoria prodotti di comunicazione radio-televisiva.
- Nel 2012 ha ricevuto il primo premio nella categoria scrittori per ragazzi al Premio Nazionale di Letteratura per Ragazzi Le Parole Colorate con il volume  Non mi vedi, papà? pubblicato con Centro Studi Erickson
- Nel 2020 ha vinto il Premio Internazionale di Letteratura Città di Como con il romanzo Sono Francesco che attualizza il carisma di San Francesco D'Assisi.

## Opere
- Educazione sanitaria. Manuale per insegnanti ed operatori socio-sanitari, Franco Angeli Editore, Milano 1997
- Giocare con lo sport, Alberto Pellai, Paola Pellai, Franco Angeli Editore, Milano, 1998
- Teen Television. Gli adolescenti davanti e dentro la TV, Franco Angeli Editore, Milano, 1999
- E vissero sempre in salute e contenti. Un percorso di educazione alla salute con le favole per insegnanti e genitori. Alberto Pellai, Paola Castelli, Franco Angeli Editore, Milano, 2000
- Le parole non dette. Franco Angeli Editore, Milano, 2000
- Educazione alla salute, Alberto Pellai, Paolo Marzorati, Franco Angeli Editore, Milano, 2001
- Un bambino è come un re. Franco Angeli Editore, Milano, 2001 ISBN 8846462815
- Just do it! I comportamenti a rischio in adolescenza. Manuale di prevenzione per scuola e famiglia. Alberto Pellai, Stefania Boncinelli, Franco Angeli Editore, Milano, 2002
- Empowered Peer Education. Manuale Teorico-pratico di Educazione tra pari. Alberto Pellai, Valentina Rinaldin, Barbara Tamborini, Trento, Centro Studi Erickson, 2002
- Il bambino. L’avventura di crescere. Mc Graw Hill, Milano, 2003
- L’adolescenza. Le sfide del diventare grande. Alberto Pellai, Barbara Tamborini, Mc Graw Hill, Milano, 2003
- Adolescente, mamma e nonna. Un percorso al femminile. Cristina Dalla Valle, Alberto Pellai, Alberto Tenore, Mc Graw Hill, Milano, 2003
- Dipendenze. I legami pericolosi. Vincenzo Marino, Alberto Pellai, Claudio Tosetto, Mc Graw Hill, Milano, 2003
- Tenersi in forma. Salute, movimento e sport nel ciclo di vita. Alberto Pellai, Paola Pellai, Mc Graw Hill, Milano, 2003
- Atlante della salute Guida ai servizi della sanità pubblica. Alberto Pellai, R Sala, Mc Graw Hill, Milano, 2003
- Nella pancia del papà. Franco Angeli Editore, Milano, 2003
- La mente. Come usarla meglio. Stefano Messina, Alberto Pellai, Monica Sciacco, Mc Graw Hill, Milano, 2003
- Un’ombra sul cuore. L’abuso sessuale: un’epidemia silenziosa. Franco Angeli Editore, Milano, 2004
- Stella come te. Una favola per la promozione dell’autostima nei bambini. Alberto Pellai, Antonio Ferrara, Editrice Monti, Saronno, 2004
- Un Presepe troppo vivente Una sorprendente partita di Natale. Centro Studi Erickson, Trento, 2006
- Lettera di Natale. Casa Editrice Monti, Saronno 2006
- Il mio cuore è un purè di fragole. Centro Studi Erickson, Trento, 2006
- Mamma cos'è l'amore. L'amore e la sessualità spiegati ai nostri figli. Franco Angeli Editore, Milano, 2007
- Scarpe verdi di invidia. Una storia per dare un calcio al bullismo. Centro Studi Erickson, Trento, 2007 ISBN 9788861375819
- Le mie mani sono le tue ali: Il primo anno di vita di un figlio visto con le mani del suo papà. San Paolo Edizioni, Milano, 2007
- Una calamita di mamma. Centro Studi Erickson, Trento, 2007
- Sul monte della tua pancia. Le emozioni di un uomo in attesa di un figlio. San Paolo Edizioni, Milano, 2007
- Il libro delle pappe. Lo svezzamento. Consigli, Ricette e Filastrocche, Andrea Guala, Alberto Pellai, Giancarlo Cometto, Fiorella Festa, San Paolo Edizioni, Milano, 2008
- RiccioCapriccio e BettaPerfetta. Centro Studi Erickson, Trento, 2008
- Il mio fratellino a distanza (Assulaiè)... e altre storie di amici così lontani così vicini: Integrazione e intrecultura con le canzoni dello Zecchino d'oro. Trento: Centro Studi Erickson, 2008
- Il bullo citrullo… e altre storie di tipi un po’ così e un po’ cosà: Prevenzione del bullismo e della prepotenza con le canzoni dello Zecchino d'oro, Centro Studi Erickson, Trento, 2008
- Il segreto di Fata Lina: per una prevenzione dell'abuso sessuale in età evolutiva, Alberto Pellai, Barbara Tamborini, Centro Studi Erickson, Trento 2008
- Da padre a figlia. La lettera che ogni padre vorrebbe scrivere, le parole che ogni figlia dovrebbe leggere, Milano, San Paolo Edizioni, 2008
- Col cavolo la cicogna! Raccontare ai bambini tutta la verità su amore e sessualità, Alberto Pellai, Barbara Calaba, Trento, Centro Studi Erickson, 2009
- Non mi vedi, papà? Una storia di magia e di magoni. Trento, Centro Studi Erickson, 2010
- Tutti a tavola! Trento, Centro Studi Erickson, 2010
- Io più te fa noi... e un mondo di storie ed emozioni. Centro Studi Erickson, Trento, 2011
- Facciamo il punto su … Le emozioni, Alberto Pellai e Dario Ianes,  Centro Studi Erickson, Trento, 2011
- Perché non ci sei più? Accompagnare i bambini nell'esperienza del lutto, Alberto Pellai, Barbara Tamborini, Centro Studi Erickson, Trento, 2011
- Distanze. Il viaggio del perdono verso il padre, Trento, Centro Studi Erickson, 2012
- Il domatore del vento: Conoscere e superare le paure, Trento, Centro Studi Erickson, 2012.
- Le nuove sfide dell'educazione in 10 comandamenti. Per aiutare i nostri figli a crescere, Michela Fogliani, Alberto Pellai, Franco Angeli, 2012
- Gustavo senza coccole. Una storia per imparare ad amare e sentirsi amati, Trento, Centro Studi Erickson, 2013.
- Lasciatemi crescere in pace! Come vivere serenamente l'adolescenza, Alberto Pellai, Barbara Tamborini, Centro Studi Erickson, 2013
- L'attesa: il percorso emotivo della gravidanza, Centro Studi Erickson, 2013
- E ora basta. I consigli e le regole per affrontare le sfide e i rischi dell’adolescenza, Feltrinelli, Milano, 2013
- Così sei nato tu 4-7 anni. Una storia in rima per spiegare come nascono i bambini, Centro Studi Erickson, Trento, 2014
- Così sei nato tu 7-10 anni. Una storia in rima per spiegare come nascono i bambini, Centro Studi Erickson, Trento, 2014
- Il tesoro di Risolina. Una storia sul valore della diversità, Centro Studi Erickson, 2014
- Tutto troppo presto. L’educazione sessuale dei nostri figli nell’era di internet, DeAgostini, Novara, 2015 ISBN 9788851126032
- Così sei fatto tu 10-12 anni. Una storia in rima per spiegare le differenze tra maschi e femmine, Centro Studi Erickson, Trento, 2015
- Così sei fatto tu 5-9 anni. Una storia in rima per spiegare le differenze tra maschi e femmine, Centro Studi Erickson, Trento, 2015
- Baciare fare dire. Cose che ai maschi nessuno dice, Feltrinelli, Milano, 2015
- Questa casa non è un albergo! Adolescenti: istruzioni per l'uso, Feltrinelli, Milano, 2015
- Buona notte bambini. Una storia e tante ninne nanne per addormentarsi sereni, Centro Studi Erickson, Trento, 2015
- Voglio essere il numero 2. Perché partecipare è meglio che vincere a tutti i costi, Centro Studi Erickson, Trento, 2016
- Bulli e pupe. Come i maschi possono cambiare. Come le ragazze possono cambiarli, Feltrinelli, Milano, 2016
- Mamma e papà cos’è l’amore? L’amore e la sessualità spiegata ai nostri figli, Franco Angeli, Milano, 2016
- I papà vengono da Marte, le mamme da Venere. Il manuale per i genitori a uso terrestre, Alberto Pellai, Barbara Tamborini, De Agostini. Novara, 2016 ISBN 9788851177362
- L’età dello tsunami. Come sopravvivere a un figlio preadolescente, Alberto Pellai, Barbara Tamborini, DeAgostini, Novara, 2017 ISBN 9788851141127
- Io dopo di te. Una storia per aiutare i bambiniad affrontare la perdita di una persona cara, Centro Studi Erickson, Trento, 2017
- Ammare. Vieni con me a Lampedusa, Alberto Pellai, Barbara Tamborini, DeAgostini, Novara, 2017 ISBN 9788851148195
- 100 cose da sapere per volare sereni. Come affrontare il volo senza paura, Alberto Pellai, Giuseppe Lapenta, DeAgostini, 2017 ISBN 9788851149086
- Voglio tutto sono un re! Alberto Pellai, Barbara Tamborini, DeAgostini, Novara, 2017
- Uffa un fratellino! Alberto Pellai, Barbara Tamborini, DeAgostini, Novara, 2017 ISBN 9788851149529
- Non voglio la pappa! Alberto Pellai, Barbara Tamborini, DeAgostini, Novara, 2017 ISBN 9788851149550
- È ora del lettino! Alberto Pellai, Barbara Tamborini, DeAgostini, Novara, 2017
- S.O.S nanna. Come risolvere il problema in 7 giorni, Alberto Pellai, Barbara Tamborini, DeAgostini, Novara, 2017 ISBN 9788851152277
- Coccolario: un viaggio emotivo in 30 tenere filastrocche, Alberto Pellai, Barbara Tamborini, DeAgostini, Novara, 2017 ISBN 9788851150549
- Il metodo famiglia felice. Come allenare i figli alla vita. Alberto Pellai, Barbara Tamborini, DeAgostini, Novara, 2018 ISBN 9788851178130
- Piccolo genio. Scopri il talento che c’è in te, Alberto Pellai, Barbara Tamborini, DeAgostini, Novara, 2018 ISBN 9788851156824
- L’educazione emotiva: come educare al meglio i nostri figli grazie alle neuroscienze, BUR 2018
- Zitta! Le parole per fare pace con la storia da cui veniamo, Alberto Pellai, Barbara Tamborini, Mondadori, Milano, 2018
- Odio le regole! Alberto Pellai, Barbara Tamborini, DeAgostini, Novara, 2018
- Non voglio andare a scuola! Alberto Pellai, Barbara Tamborini, DeAgostini, Novara, 2018 ISBN 9788851162214
- Una canzone per te: viaggio musicale per diventare grandi, Alberto Pellai, Barbara Tamborini, DeAgostini, Novara, 2018 ISBN 9788851167103
- Girl revolution. Diventa ciò che sei, Alberto Pellai, Barbara Tamborini, DeAgostini, Novara, 2018 ISBN 9788851167097
- Il primo bacio. L’educazione sentimentale dei nostri figli preadolescenti, Alberto Pellai, Barbara Tamborini, DeAgostini, Novara, 2019
- Da uomo a padre. Il percorso emotivo della paternità, Mondadori, Milano, 2019
- Cyber Generation: Sfide evolutive per chi cresce online. Riflessioni per genitori, insegnanti e operatori, Alberto Pellai, Elisabetta Papuzza, Franco Angeli, Milano, 2019
- La bussola delle emozioni. Dalla rabbia alla felicità, le emozioni raccontate ai ragazzi, Alberto Pellai, Barbara Tamborini, Mondadori, Milano, 2019
- Uffa una sorellina, Alberto Pellai, Barbara Tamborini, DeAgostini, Novara, 2019 ISBN 9788851172701
- Spegni la tv! Alberto Pellai, Barbara Tamborini, DeAgostini, Novara, 2019
- A song for you. 50 canzoni per vincere le sfide della vita, Alberto Pellai, Barbara Tamborini, DeAgostini, Novara, 2019 ISBN 9788851173371
- Sono Francesco, Alberto Pellai, Barbara Tamborini, DeAgostini, Novara, 2020 ISBN 9788851176006
- Coccole di papà, Alberto Pellai, Barbara Tamborini, Mondadori, Milano, 2020
- Family party. Il gioco della famiglia felice, Alberto Pellai, Barbara Tamborini, Centro Studi Erickson, 2020 ISBN 9788859020776
- Coccole di mamma, Alberto Pellai, Barbara Tamborini, Mondadori, 2020
- Tabù: Come parlare ai bambini dei temi più difficili attraverso l'educazione emotiva, Alberto Pellai, Barbara Tamborini, Mondadori, Milano, 2020
- Mentre la tempesta colpiva forte: Quello che noi genitori abbiamo imparato in tempo di emergenza, DeAgostini, Novara, 2020 ISBN 9788851182540
- Piccole grandi sfide: Come superare 4 prove evolutive dell’infanzia, Alberto Pellai, Barbara Tamborini, DeAgostini, Novara, 2020
- Le cose che nessuno ha il coraggio di dirti prima dei 10 anni, Alberto Pellai, Barbara Tamborini, DeAgostini, Novara, 2020 ISBN 9788851182595
- La vita si impara: 50 meditazioni per una vita nuova, DeAgostini, Novara, 2020 ISBN 9788851184124
- Tutto troppo presto. L'educazione sessuale dei nostri figli nell'era di internet. Nuova ediz., DeAgostini, Novara, 2021
- Noemi nella tempesta, Alberto Pellai, Barbara Tamborini, DeAgostini, Novara, 2021
- Accendere il buio, dominare il vulcano. Come trasformare le emozioni negative in preziose alleate, Alberto Pellai, Barbara Tamborini, Mondadori, Milano, 2021
- Vietato ai minori di 14 anni. Sai davvero quando è il momento giusto per dare lo smartphone ai tuoi figli? Alberto Pellai, Barbara Tamborini, DeAgostini, Novara, 2021
- Sta passando la tempesta, Erickson, Trento, 2021
- Io gomitolo, tu filo, DeAgostini, Novara, 2021
- Io dico no al bullismo. 10 parole per capire il mondo, Alberto Pellai, Barbara Tamborini, Mondadori, Milano, 2021
- La vita accade. Una storia che fa luce sulle emozioni maschili, Mondadori, Milano, 2022
- I 10 segreti della felicità. Un libro-gioco per essere bambini sereni. Ediz. a colori La Coccinella, Milano 2022
- Next level. Le cose che nessuno ha il coraggio di dirti prima dei 14 anni, Alberto Pellai, Barbara Tamborini, Mondadori, Milano, 2022
- Perché sei speciale. Piccole attività, meditazioni, test per prenderti cura delle tue emozioni e sviluppare le life skills, Alberto Pellai, Barbara Tamborini, Mondadori, Milano, 2022
- Le mie mani sono le tue ali, DeAgostini, Novare 2022
- Ragazzo mio. Lettera agli uomini veri di domani, DeAgostini, Novara, 2023
- Allenare alla vita. I dieci principi per ridiventare genitori autorevoli, Mondadori, Milano, 2024